# 7528 Huskvarna
För andra betydelser, se Huskvarna (olika betydelser).
7528 Huskvarna är en asteroid i huvudbältet som upptäcktes den 19 mars 1993 i samband med projektet UESAC. Den fick den preliminära beteckningen 1993 FS39 och namngavs senare efter den svenska staden Huskvarna.
Den tillhör asteroidgruppen Koronis.
Huskvarnas senaste periheliepassage skedde den 16 december 2019. [Uppdatering behövs]